# Яги Сиян
Яги Сиян (починал на 3 юни 1098) е управител на Антиохия по време на Първия кръстоносен поход.
Яги Сиян е тюркски роб на селджукския султан Малик Шах I, който го назначава за управител на Антиохия около 1090 г. След смъртта на Малик Шах през 1092 г. неговият наследник Тутуш добавя Турбесел към териториите, поверени на Яги Сиян. Смъртта на Тутуш през 1095 г. отключва сериозни междуособици, като скарва синовете му Ридуан и Дукак за контрола над Сирия. Яги Сиян от Антиохия подкрепя по-малкия брат Дукак, който управлява Дамаск. Ридуан се установява в Халеб и напада Антиохия, а след това обсажда и Дамаск. През 1097 г. той е изоставен от свои съюзници, с което конфликтът е поуталожен и Яги Сиян жени дъщеря си за Ридуан. Тогава пристига новината за Нашествието на франджите, както наричат Кръстоносния поход арабите и всички страни се оттеглят в териториите си за да се подготвят за предстоящите атаки.

## Обсадата на Антиохия
Антиохия лежи на пътя на кръстоносците към Йерусалим и Яги Сиян е заплашен да остане сам в борбата с кръстоносците. Уплашен, той прогонва много от гръцките православни и арменски православни християни, които той счита за неблагонадеждни и опасни по време на обсада от други християни. Яги Сиян изпраща всички мюсюлмани на ангария за почистване на крепостния ров, а на следващия ден заповядва, че наред са всички християни. Вечерта след този втори работен ден християните не са допуснати обратно в града с думите, цитирани от Ал-Камил фи ат-Тарих:
| „        | Християни, но Антиохия ваша е! Но трябва да я оставя за мен докато не се разбере какво се случва между нас и франките. | “ |
| Яги Сиян | |   |

Яги Сиян отговаря на отчаяните молби на изгнаниците, че ще пази техните семейства, но и затваря гръцкия патриарх, и превръща катедралата „Свети Петър“ в конюшня. Сирийските православни християни са оставени на мира, считани за по-лоялни на властта и за врагове на гърците и арменците. През зимата на 1097 – 1098 г. Антиохия е обсаден от кръстоносците и търси помощ от Дукак, при когото Яги Сиян праща сина си Шамс ад-Давла. На 30 декември 1097 деблокиращата войска на Дукак Дамаскин е победена и обърната в бягство към Хомс само от един фуражирски отряд на кръстоносците.
Яги Сиян се обръща към зет си Ридуан Алепски за съдействие. През февруари Ридуан е също победен, а докато кръстоносците армия се занимава с него далеч от града Яги Сиян напада войниците, оставени да защитават лагера, но е изтласкан обратно в крепостта и със завръщането на победоносните кръстоносци обсадата е възстановена.
Този път управителят на Антиохия се обръща за помощ към Карбука, атабег на Мосул. Кръстоносците разбират, че трябва да превземат града, преди пристигнането на подкрепленията от Месопотамия. Боемунд Тарентски тайно се договаря с един от пазачите на крепостта – мюсюлманин, но по произход арменец на име Фируз, който се съгласява да предаде на града.
В нощта на 2 – 3 юни 1098, кръстоносците влизат в Антиохия; Яги Сиян бяга с телохранителите си, докато синът му остава да защитава цитаделата. По време на бягството Яги Сиян пада от коня си и пазачите му го изоставят. Той е намерен от арменци, които му отрязват главата и я изпращат като подарък за Боемунд.
Кръстоносните хроники записват името на Яги Сиян в различни форми на латиница, включително Acxianus, Gratianus и Cassianus, като дворецът на управителя, за който спорят Сен Жил и Боемунд е известен като palatium Cassiani.